# یوزف کرناچ
یوزف کرناچ (اسلواکی: Jozef Krnáč؛ زادهٔ ۳۰ دسامبر ۱۹۷۷) جودوکار اهل اسلواکی بود.
وی در مسابقات کشوری و بین‌المللی در مجموع برندهٔ ۲ مدال نقره، ۳ مدال برنز شده‌است.